# Enlinia sordidus
Enlinia sordidus är en tvåvingeart som först beskrevs av Aldrich 1896.  Enlinia sordidus ingår i släktet Enlinia och familjen styltflugor. Inga underarter finns listade i Catalogue of Life.